# (5830) Simohiro
(5830) Simohiro es un asteroide perteneciente al cinturón de asteroides, región del sistema solar que se encuentra entre las órbitas de Marte y Júpiter, descubierto el 9 de marzo de 1991 por Tsuneo Niijima y el astrónomo Takeshi Urata desde el Ojima Observatory, Ojima, Japón.

## Designación y nombre
Designado provisionalmente como 1991 EG. Fue nombrado Simohiro en homenaje Hiroshi Shimoda, astrónomo aficionado japonés y especialista en gestión agrícola en la prefectura de Gunma. Devoto observador de pequeños cuerpos en el sistema solar. Como uno de los primeros miembros de la sociedad astronómica Ota-Uchuno-Kai, alentó a muchos astrónomos aficionados.

## Características orbitales
Simohiro está situado a una distancia media del Sol de 2,275 ua, pudiendo alejarse hasta 2,735 ua y acercarse hasta 1,814 ua. Su excentricidad es 0,202 y la inclinación orbital 5,268 grados. Emplea 1253,36 días en completar una órbita alrededor del Sol.

## Características físicas
La magnitud absoluta de Simohiro es 15. Tiene 3,021 km de diámetro y su albedo se estima en 0,336. 